# Abdoulaye Seck (voetballer, 1988)
Abdoulaye (Ablaye) Seck (Dakar, 10 maart 1988) is een Senegalese voetballer. Hij speelde in 2011 enkele wedstrijden voor RSC Anderlecht en RWDM Brussels FC.

## Carrière
Seck is een centrale verdediger die ook op het middenveld uit de voeten kan. Hij debuteerde in 2005 bij het Senegalese ASC Niarry Tally. Ondanks zijn jonge leeftijd werd hij er al gauw titularis. Uiteindelijk mocht Seck ook de aanvoerdersband dragen. Tijdens de wintermaanden mocht de Senegalees testen bij RSC Anderlecht. De verdediger werd aangeprezen door zijn landgenoot en gewezen voetballer Khalilou Fadiga. De club liet nadien weten dat Seck voor een periode van zes maanden gehuurd zou worden. Nadien had Anderlecht de optie om Seck een contract aan te bieden.  Bij Anderlecht werd Seck verenigd met zijn landgenoten Christophe Diandy en Cheikhou Kouyaté.
Op 3 april 2011 startte Seck in de basis tegen Standard Luik. Hij hield ploegmaat Ondrej Mazuch op de bank. De Senegalees ging een paar keer in de fout en leidde Standard zo naar twee doelpunten. Uiteindelijk zou hij slechts tweemaal in actie komen voor het eerste team van Anderlecht. In de zomer van 2011 werd hij voor een jaar verhuurd aan tweedeklasser RWDM Brussels FC, waarvoor hij elf matchen zou spelen en een doelpunt scoorde. Na de winterstop kwam hij niet meer in actie, en keerde hij terug naar Anderlecht, waar hij in het reserveteam terechtkwam.
In de zomer van 2014 keerde Seck transfervrij terug naar zijn oude club in Senegal, Niarry Tally.

## Naamgenoot
Seck heeft een naamgenoot, geboren op 4 april 1992, eveneens Senegalees, die sinds 2014 in de 1. divisjon, het tweede niveau in Noorwegen, speelt.